# Décès en mai 1994
Décès
- 1990
- 1991
- 1992
- 1993
- 1994
- 1995
- 1996
- 1997
- 1998

Pour une information complémentaire, voir la page d'aide.

| Date    | Nom                         | Activités                                           | Âge      | Source |
| ------- | --------------------------- | --------------------------------------------------- | -------- | ------ |
| 1er mai | Ayrton Senna                | coureur automobile brésilien                        | 34       |        |
| 8 mai   | George Peppard              | acteur américain                                    | 65       |        |
| 10 mai  | Lucebert                    | poète, peintre et dessinateur néerlandais           | 69       | (nl)   |
| 12 mai  | John Smith                  | homme politique britannique                         | 55       |        |
| 15 mai  | Royal Dano                  | acteur américain                                    | 71       |        |
| 16 mai  | Raymond Fiori               | footballeur français                                | 63       |        |
| 17 mai  | Alain Cuny                  | comédien français                                   | 85       |        |
| 19 mai  | Jacqueline Kennedy Onassis  | ex-première dame des États-Unis                     | 64       |        |
| 20 mai  | Luis Ocaña                  | coureur cycliste espagnol                           | 48       |        |
| 23 mai  | Pablo Muñoz Vega            | cardinal équatorien, jésuite et archevêque de Quito | 91       |        |
| 23 mai  | Jacques-Arnaud Penent       | journaliste et écrivain français                    | 61       |        |
| 24 mai  | Jean Chapin                 | peintre français                                    | 98       |        |
| 26 mai  | Mayeum Choying Wangmo Dorji | femme politique indienne puis bouthanaise           | 96 ou 97 |        |
| 26 mai  | André Gérard                | joueur et entraîneur de football français           | 82 ou 83 |        |
| 28 mai  | Max Walter Svanberg         | peintre suédois                                     | 82       | (nl)   |
| 30 mai  | Agostino Di Bartolomei      | footballeur italien                                 | 39       |        |
| 30 mai  | Marcel Bich                 | industriel français                                 | 79       |        |
| 30 mai  | Ruth Wenger                 | chanteuse d'opéra et peintre suisse                 | 96       |        |